# Potez 32
Потэз 32 (фр. Potez 32) — лёгкий пассажирский самолёт французской фирмы Potez.

## История
Самолёт совершил свой первый полёт в 1928 году. Вскоре началось серийное производство таких машин. Построено 54 экземпляра. Использовался также как почтовый самолёт.

## Лётные данные
- Размах крыла, м: 14.50
- Длина, м: 10.15
- Высота, м: 4.00
- Площадь крыла, м2: 35.00
- Масса, кг
  - пустого самолёта: 950
  - нормальная взлетная: 1750
- Тип двигателя: Salmson 9Ab
- Мощность, л.с.: 1 х 230
- Максимальная скорость, км/ч: 190
- Крейсерская скорость, км/ч: 168
- Практическая дальность, км: 800
- Практический потолок, м: 4500
- Экипаж: 1
- Полезная нагрузка: до 5 пассажиров или груз почты

## Потери самолётов
Единственная катастрофа Potez 32 произошла 21 декабря 1929 года в Мьянме. В катастрофе никто не погиб.